# 邱吉爾站 (愛德蒙頓)
邱吉爾站（英語：Churchill station）是位于艾伯塔省埃德蒙顿的一个轻轨车站，是首都線、都會線和河谷線三条线路的重要交通枢纽。位于邱吉爾广场下方的地下车站服务于首都線与都會線，属于埃德蒙顿人行道系统的一部分。
河谷線的地面站台位于Rue Hull (99街)和102大道原有的地下车站上方，已于2023年11月4日开放。
新站台将促进地下的首都線和都會線以及地面层河谷线和节日线之间的换乘。到預計2040年，邱吉尔轻轨站将成为埃德蒙顿轻轨系统埃德蒙顿轻轨系统的主要枢纽之一，目前市政府批准的5条线路中有4条经过该站。

## 历史
邱吉爾站于1978年4月22日启用，当时轻轨系统首次开始运营。
2006年11月，邱吉爾站成为埃德蒙顿第一个进行独家广告活动的轻轨车站，所有广告空间以及车站的许多其他部分都被用于Enmax的广告。

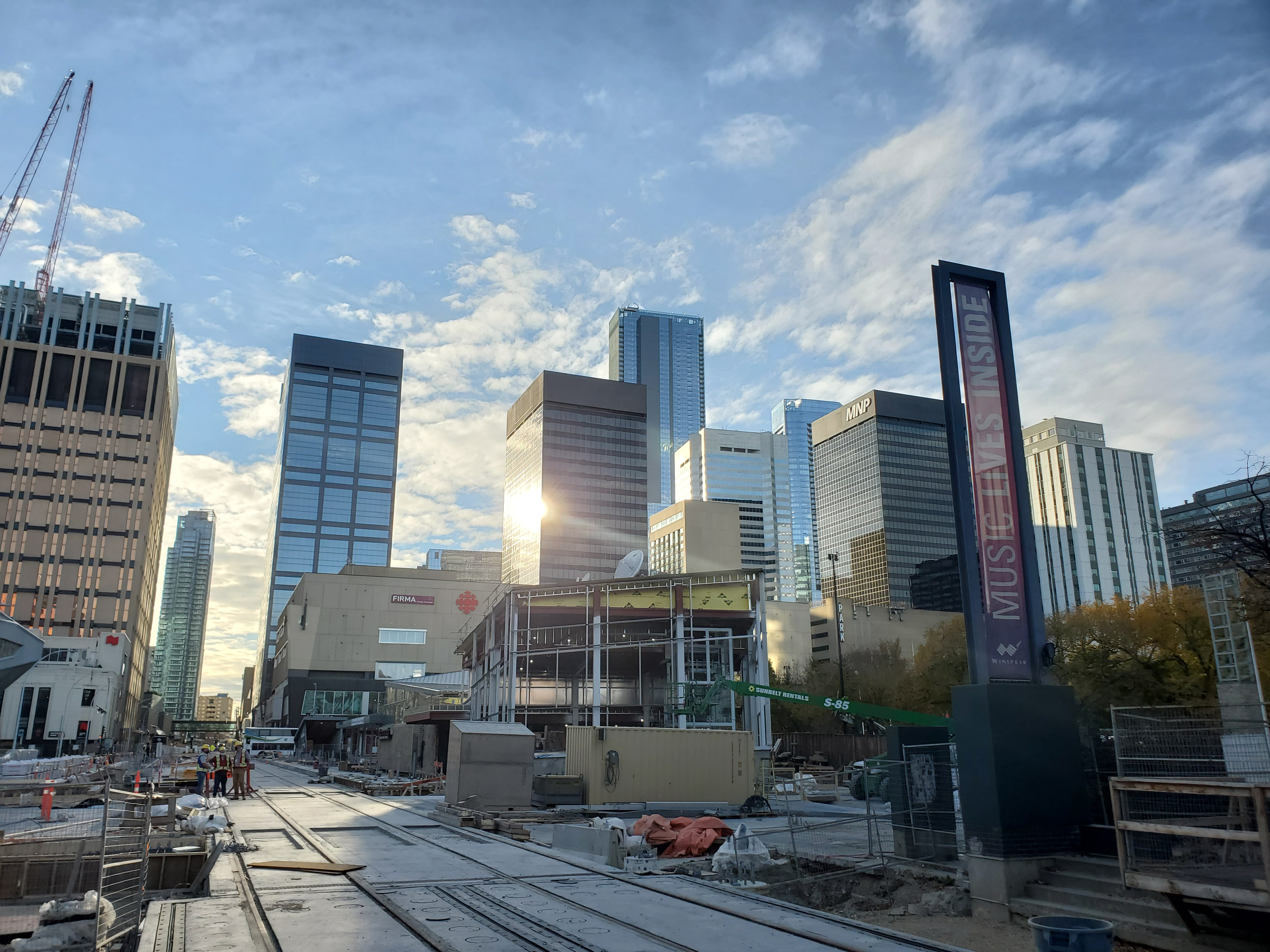
建設中的邱吉爾轉乘站（2020年）

## 站体
地鐵站有一個129米 （423英尺）長的中心裝載平台，可同時容納兩列五節車廂的輕軌列車，月台兩側各有一列列車。根據目前埃德蒙頓輕軌設計指南，地下月台寬度略低於8米 （26英尺）。透過位於平台兩端的樓梯和自動扶梯從大廳樓層進入平台。大廳層是埃德蒙頓人行道系統的一部分。
首都線和都會線的系統控制中心位於邱吉爾站大廳層。埃德蒙頓交通系統客戶服務中心（設有失物招領處）原位於車站內，後來於2013年2月搬至市政廳，到2017年初又搬至埃德蒙頓塔。行人們曾經能透過窗戶看到控制中心，但這些在2008年被拆除。

### 公共藝術
邱吉爾地下車站包括兩件公共藝術品。 第一件是1996年安裝的由焊接鋼製成的抽象雕塑「Ridden Down」。另一件則是題為「New Year's Eve」的壁畫。

## 線路

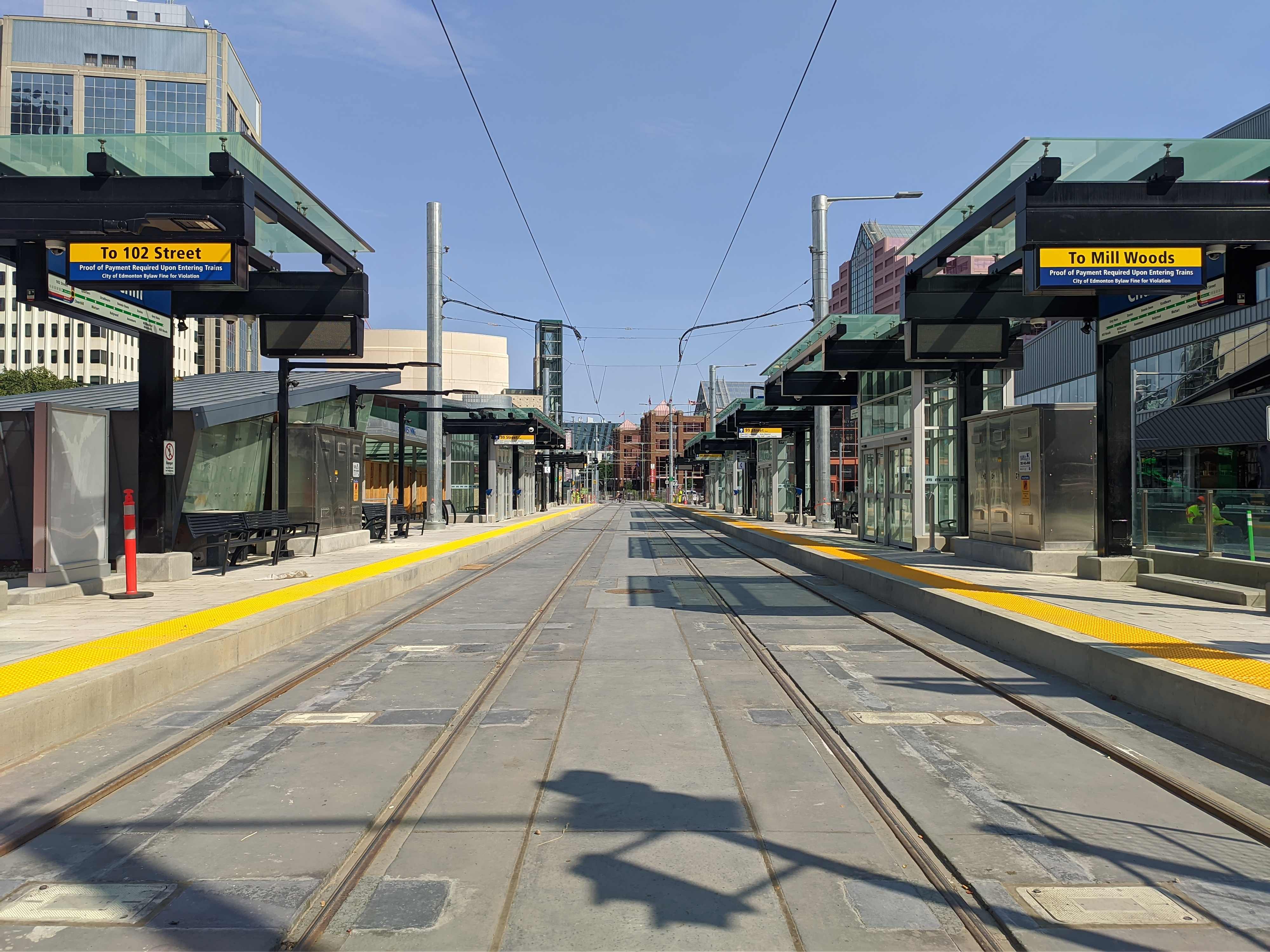
與首都線和都會線不同，河谷線站台位於地面

該車站是首都線、都會線和河谷線的換乘站。

## 安全事件
儘管有安全措施，但在該車站發生了多起事件。一些嚴重的事件包括：
- 1988年8月发生了一起悲剧，当时29岁的两个孩子的母亲凯茜·格里夫 (Cathy Greeve) 被发现在车站的一间洗手间内被勒死。[9]
- 2012年，一名49歲男子被兩名男性跟蹤進入輕鐵月台，隨後遭到毆打並被扔到輕鐵軌道上。[10]
- 2022年6月，在此站點附近，警察击毙了一名持枪嫌犯。[11]

## 鄰近設施
- 邱吉爾廣場
- 亞伯達美術館
- 愛民頓市政廳
- 皇家阿爾伯塔博物館
- 亞伯達省法院
- TD Tower
- 愛德蒙頓市中心

## 資料來源
1. ↑   (PDF). Siemens Transportation Systems, Inc. May 2007  [August 1, 2014]. （原始内容 (PDF)存档于October 26, 2010）.
2. ↑  . Edmonton. 2023-11-04  [2023-11-12]. （原始内容存档于2024-03-24） （英语）.
3. ↑  . City of Edmonton.   [2023-11-12]. （原始内容存档于2017-03-09）.
4. ↑  City of Edmonton.  (PDF). City of Edmonton: 700. July 2011  [May 30, 2012]. （原始内容 (PDF)存档于June 1, 2012）.
5. ↑  City of Edmonton. . City of Edmonton. February 15, 2013  [April 10, 2013]. （原始内容存档于June 28, 2013）.
6. ↑  . www.edmonton.ca.   [2023-11-12]. （原始内容存档于2023-04-15） （英语）.
7. ↑  . CBC News. November 25, 2015  [February 13, 2016]. （原始内容存档于2023-11-21）.
8. ↑   (PDF). City of Edmonton. November 25, 2015  [February 13, 2016]. （原始内容存档 (PDF)于2016-02-16）.
9. ↑  Drake, Laura; Warnica, Richard; Sumamo, Yonathan. . Edmonton Journal. Canada.com. May 23, 2010  [February 20, 2014]. （原始内容存档于2014-02-25）.
10. ↑  . HuffPost. 2012-12-03  [2023-11-07] （英语）.
11. ↑  . Global News.   [2022年6月30日]. （原始内容存档于2023年11月3日） （美国英语）.

## 外部連結
维基共享资源上的相關多媒體資源：邱吉爾站